# Agnese di Bretagna
Agnese o Havoise (1102 circa – dopo il 1118) fu contessa consorte di Fiandra dal 1111, per pochi anni.

## Origine
Havoise, secondo il Ex Chronico Briocensi, e come conferma l'arcivescovo, Guglielmo, della città di Tiro, nell'odierno Libano, nel suo Historia rerum in partibus transmarinis gestarum, era l'unica figlia femmina del duca di Bretagna, conte di Cornovaglia, Conte di Rennes e conte di Nantes, Alano IV Fergent e di Ermengarda d'Angiò, che, come conferma l'arcivescovo, Guglielmo di Tiro e anche secondo la Chronica Albrici Monachi Trium Fontium (non la nomina ma la cita come contessa di Rennes), era figlia del Conte di Angiò e conte di Tours, Folco IV il Rissoso e, come ci conferma la Chronica de Gesta Consulum Andegavorum, Chroniques d'Anjou, dalla sua prima moglie Hildegarde di Beaugency ( † 1070), figlia del signore di Beaugency, Lancillotto II, uno dei più fedeli vassalli di suo zio, Goffredo II "Martello".
Alano IV Fergent, secondo il  Ex Chronico Briocensi, era il figlio primogenito del Conte di Cornovaglia, conte di Nantes, poi anche conte di Rennes e duca di Bretagna, Hoel II e della moglie (come ci conferma ancora il  Ex Chronico Briocensi), la duchessa di Bretagna e contessa di Rennes, Havoise, che, secondo la Genealogiae comes Flandriae era figlia del conte di Rennes e duca di Bretagna, Alano III e della moglie (come ci conferma la Ex Chronicon Kemperlegiense, Bertha di Blois.

## Biografia
Hawise o Agnese era nata, tra il 1101 ed il 1102, dopo che il padre Alano IV era ritornato dalla Terra santa (nel 1096, secondo il monaco e storico inglese, Orderico Vitale, Alano IV partecipò alla prima crociata, partendo al seguito del duca di Normandia, Roberto II.
La presenza di Alano IV alla crociata viene confermato anche dal cronista della prima crociata, Alberto di Aquisgrana, nel capitolo XXIII del libro II della Historia Hierosolymitana espeditionis , che lo cita (domnus Alens cognomine Fercans) tra i partecipanti all'assedio di Nicea),
Nel 1110, Agnese, di circa nove anni, come ci conferma la Genealogica Comitum Flandriæ Bertiniana fu data in sposa all'erede delle contea delle Fiandre, Baldovino (Balduinus autem duxit filiam Alani Fregani comitis Brittaniæ), figlio del conte delle Fiandre, Roberto II detto Roberto di Gerusalemme o Roberto il crociato e della moglie, Clemenza di Borgogna. Il matrimonio viene confermato anche dalla Genealogiae comes Flandriae.
Il matrimonio ebbe breve durata e, forse, data l'età di Agnese, non fu consumato; ancora secondo la Genealogiae comes Flandriae, che non precisa la data, il Papa Pasquale II annullò il matrimonio per consanguineità dei due sposi. Forse il divorzio fu favorito anche dalla nuova situazione politica: la Bretagna continuava l'alleanza con il ducato di Normandia ed il regno d'Inghilterra, mentre le Fiandre si erano avvicinate al regno di Francia.
Nel 1115 circa, suo padre, Alano IV aveva abdicato in favore del fratello Conan III il Grosso e si era ritirato nell'abbazia di Saint-Sauveur di Redon, abbracciando la vita monastica; infatti, nel ricordarne la morte, il Cartulaire de l'abbaye de Redon en Bretagne, ne riporta la morte, nel capitolo VII: Sepulturæ Insigniores, citandolo come monaco (Alanus Fergent, ex Britonum duce rotonensis monachus).
Dopo che Hawise o Agnese, aveva divorziato dal conte delle Fiandre, Baldovino VII ed era ritornata in Bretagna, suo fratello, Conan III, secondo il Cartulaire générale du Morbihan, Tome I, nel 1118, fece una donazione assieme ad Havise e alla loro madre, Ermengarda (cum sorore mea Hidevis et matre mea Ermeniart), all'abbazia di Sainte-Croix di Quimperlé.
Hawise o Agnese (Haduisa soror comitis Conani)e la cognata, Matilde (Mathilda comitissa), secondo il documento n° LII del Recueil d'actes inédits des ducs et princes de Bretagne controfirmarono un documento di donazione, fatta dal duca Conan III, all'Abbazia di Mont-Saint-Michel.
Non si conosce l'anno esatto della morte di Havise, che non viene più citata nei successivi documenti del fratello Conan III, né, nel 1128; né in quello (tra il 1129 ed il 1130) successivo.

## Figli
Agnese a Baldovino non diede figli come ci conferma la Genealogica Comitum Flandriæ Bertiniana (Balduino quoque sine erede defunto)

### Fonti primarie
- (LA) Monumenta Germaniae Historica, Scriptores, tomus XXIII. URL consultato il 1º marzo 2020 (archiviato dall'url originale il 29 maggio 2014)..
- (LA) Chronica de Gesta Consulum Andegavorum, Chroniques d'Anjou..
- (LA) Rerum Gallicarum et Francicarum Scriptires, tomus XII..
- (LA) Historia Rerum in partibus transmarinis gestarum, liber II..
- (LA) Cartulaire générale du Morbihan, Tome I..
- (LA) Cartulaire de l'abbaye de la Sainte-Trinité de Tiron, Tome I..
- (LA) Recueil d'actes inédits des ducs et princes de Bretagne (XIe, XIIe, XIIIe siècles) di Arthur Le Moyne de La Borderie..
- (LA) Monumenta Germaniae Historica, Scriptores, tomus IX. URL consultato il 1º marzo 2020 (archiviato dall'url originale il 13 giugno 2018)..
- (LA) Ordericus Vitalis, Historia Ecclesiastica, vol. II..
- (LA) Cartulaire de l'abbaye de Redon en Bretagne..
- (LA) HISTORIA HIEROSOLYMITANAE EXPEDITIONIS, libro II..
- (LA) Stephani Baluzii Miscellaneorum, Liber I..

### Letteratura storiografica
- Louis Alphen, La Francia nell'XI secolo, in «Storia del mondo medievale», Cap. XXIV, vol. II, 1999, pp. 770–806
- Louis Alphen, La Francia: Luigi VI e Luigi VII (1108-1180), in «Storia del mondo medievale», Cap. XVII, vol. V, 1999, pp. 705–739